# Герб Оратова
Герб Оратова — офіційний символ смт Оратів Вінницької області, затверджений рішенням 16 сесії селищної ради 8 скликання від 14 серпня 2018 року. Герб є напівпромовистим.

## Опис
Герб має форму щита прямокутної форми, з півколом в нижній частині (іспанський щит), скошеного зліва. У  верхньому синьому полі золоте 16-променеве сонце, у нижньому зеленому – золотий плуг. Герб обрамлений декоративним картушем і увінчаний срібною міською короною із трьома вежами, що свідчить про статус поселення.  

## Символіка
Золоте сонце – символізує добробут, розквіт, щедрість та багатство поселення і водночас вказує на  його належність до Подільської землі.
Золотий плуг  –  є символом землеробства, працелюбності, достатку, нового життя і водночас пояснює походження назви поселення.  

## Історичні герби

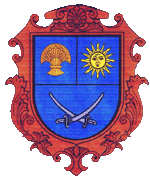
Попередній варіант герба